# Lithophyllum stictaeforme
Lithophyllum  stictaeforme (J.E. Areschoug) Hauck, 1878  é o nome botânico  de uma espécie de algas vermelhas pluricelulares do gênero Lithophyllum, família Corallinaceae.
- São algas marinhas encontradas na Europa, Senegal, Tanzânia, Israel, Flórida, Austrália, Chile, ilhas da Madeira, Bermudas, Selvagens, Canárias e Espanhola.

## Sinonímia
- Pseudolithophyllum expansum f. decumbens  Foslie
- Pseudolithophyllum expansum f. strictaeforme   Philippi
- Titanoderma bemudense   (Foslie & M.A. Howe) Woelkerling et al.
- Crodelia expansa   (Philippi) Kylin
- Melobesia stictaeformis   J.E. Areschoug, 1852
- Melobesia frondosa   Dufour, 1861
- Lithophyllum expansum f. agariciforme   Hauck, 1885
- Lithophyllum expansum f. stictaeformis   (J.E. Areschoug) Foslie, 1901
- Lithophyllum bermudense   Foslie & M.A. Howe, 1906
- Dermatolithon bermudense   (Foslie & M.A. Howe) Foslie & M.A. Howe, 1909
- Tenarea bermudensis   (Foslie & M.A. Howe) Adey, 1970
- Pseudolithophyllum cabiochiae   Boudouresque & Verlaque, 1978
- Lithophyllum grandiusculum   (Montagne) Woelkerling, Penrose & Y.M. Chamberlain, 1993
- Lithophyllum frondosum   (Dufour) G. Furnari, Cormaci & Alongi, 1996